# Julianów Raducki
Julianów Raducki est une localité polonaise de la gmina et du powiat de Rawa Mazowiecka en voïvodie de Łódź.